# Enheduanna (cratère)
Enheduanna est un cratère d'impact présent à la surface de Mercure. 
Ce cratère fut ainsi nommé par l'Union astronomique internationale en 2015 en hommage à la poétesse de langue sumérienne Enheduanna,. 
Son diamètre est de 105 km. Il se situe dans le quadrangle de Victoria (quadrangle H-2) de Mercure.